# 遼十三年式步槍
遼十三年式步槍は、1920年代に中華民国で設計されたボルトアクション式小銃である。モーゼル式小銃および有坂銃の特徴を兼ね備えていた。オーストリア＝ハンガリー帝国で第一次世界大戦末期に設計された小銃を原型とするが、製造は主に満州の奉天兵工廠で行われた。英語圏ではムクデン・アーセナル・モーゼル（Mukden Arsenal Mauser）やM13モーゼル（Model 13 Mauser）などと呼ばれることもある。

## 歴史
十三年式の原型となる小銃は、第一次世界大戦中のオーストリア＝ハンガリー帝国で設計された。
オーストリア兵器廠会社（Œ.W.G., ステアー）は、1912年から第一次世界大戦の期間を通じて輸出用製品たるM1912モーゼル小銃の改良を行い、コッキングピースの防塵用の覆い、ボルト内部に収められるメインスプリング、2箇所のガス抜き穴、着脱式箱型弾倉、遊底覆を備えるモデルを1917年に完成させた。改良型M1912の設計には、日本製三八式歩兵銃からの影響が色濃く見られた。これはロシア帝国からの鹵獲品が参考にされたのだと言われている。しかし、戦時中はオーストリア＝ハンガリー帝国陸軍向けのマンリッヒャーM1895小銃の製造が優先され、また休戦後はサン＝ジェルマン条約に基づいてオーストリア国内での軍用武器の製造が禁じられてしまった。
一方、1922年の第一次奉直戦争での大敗を経て、張作霖率いる奉天派軍閥では軍の近代化が進められつつあった。奉天兵工廠も拡張が進み、日本、ロシア、イギリス、ドイツ、オーストリア、デンマークなど、世界各国から従業員および顧問が集められた。小銃工廠の立ち上げを行ったのはデンマーク企業のニールセン&ウィンザーである。同社は銃身用鋼材の取引を行っていたオーストリアの鉄鋼大手ベーラーを通じ、ステアーの改良型M1912製造設備を買い取り、奉天兵工廠に導入したと言われている。また、1918年から1920年にかけて、オーストリアから未完成の小銃が輸出されたとも言われている。
1924年頃、すなわち民国紀元13年頃、奉天にてステアー小銃の製造が始まった。十三年式という名称はこの製造開始年に由来する。工廠の責任者として十三年式の設計および製造に携わった韓麟春は、その功績から勲五位を授与されており、十三年式は彼の名を取って韩麟春造步枪などと呼ばれることもある。製造にあたって何箇所かの設計の簡素化が行われ、着脱式弾倉も省略された。当初は月間400丁の製造が目標とされ、後に設備の強化などを経て月間4,000丁ほどの製造が可能となった。1930年頃までに東北軍のほとんどの部隊で十三年式が配備された。1924年の第二次奉直戦争、1929年の中ソ紛争（奉ソ戦争）で実戦投入されている。奉ソ戦争での大敗後には早急な補充が求められ、1930年から1931年までの2年間で8万丁を製造する計画が建てられた。
1931年には満洲事変が起こり、この際に日本軍は72,679丁の十三年式を鹵獲した。その後成立した満州国においても十三年式の製造は行われ、1938年に有坂銃に切り替えられるまで続いた。合計して140,000丁ほどの十三年式が製造されたと言われている。
満州国軍も引き続き十三年式を使用し、また新規に製造も行ったものの、1937年の日中戦争勃発時まで使われていたものは非常に少なかったと見られている。これは1930年代に日本製火器での標準化が進められたためである。1933年、関東軍との協議を経て満州国軍の兵器整備大綱が定められ、小銃は三八式歩兵銃/騎銃に統一することとされた。騎兵装備の更新が優先され、同年のうちに5万丁の三八式騎銃が日本軍から払い下げられた。以後は年次計画に従った更新が進められた。
後に蒙古聯合自治政府内蒙軍となるデムチュクドンロブ指導下の部隊でも、1929年に10,000丁を調達した記録が残っている。

## 設計
大部分は7.92x57mmモーゼル弾（8mmモーゼル弾）仕様だったが、1944年末から満州国軍向けに再生産された10,000丁ほどは三八年式実包仕様だった。三八年式実包仕様のモデルは薬室の寸法が異なるほか、大きく設計を変えずに若干短い三八年式実包に適応させるために、弾倉内に鋼鉄のブロックが差し込まれていた。
十三年式には、日本製有坂銃からの影響がいくつか見られた。2つの木材から成る銃床、楕円形のボルトハンドル、2つのガス抜き穴といった点である。着脱式の遊底覆も三八式歩兵銃によく似た特徴である。ボルト後方に穴が開けられ、メインスプリングを収めているのも、有坂銃と類似した設計である。
安全装置はモーゼル1898年式とよく似ていたが、ボルトスリーブはネジではなくラグでボルトに固定されている。銃床はピストルグリップが設けられているが、指掛け溝はない。アッパーハンドガードはレシーバーリングからロワーバンドまでを覆う。アッパーおよびロワーバンドはより細身で、アッパーバンドには叉銃金具が設けられている。ノーズキャップには短いH型着剣具が設けられており、マズルリング付きの銃剣のみ着剣できる。ロワーバンドと銃床後方に負革用のスイベルが設けられている。銃床の形状や細身のバンド、ノーズキャップなどは、以前に中国で採用されていたモーゼル M1907と同型である。これは奉天兵工廠が加えた設計変更の一部で、既存の部品および修理設備の流用を期待したものであった。
1930年頃にオーストリアから追加の設備が購入され、同時期には十三年式の設計にも何点かの変更が加えられた。もともと銃身には緩やかなテーパーが掛かっていたが、後期型では段差が設けられた。これにより熱膨張の影響が抑えられ、連続射撃時の射撃精度が向上するとされた。また、引金の構造はもともと有坂銃を模倣していたが、後期型ではモーゼル1898年式と同型に改められた。

### 遊底覆未装着時の不良
1898年式ではコッキングピースが勝手に回転しないようにピンで固定されていたが、十三年式ではこれを省略し、遊底覆が固定具を兼ねていた。これは部品点数を減らし構造を簡素にするものの、遊底覆を取り付けずに操作すると、コッキングピースが無用に回転し、射撃が行えなくなる可能性があった。また、1898年式ではこのピンがボルトスリーブの固定も行っており、ボルトの分解時にはピンを押さえてから、ネジが切られているコッキングピースを回して取り外すことになる。一方、十三年式では、レバーを安全の位置に合わせてから少しひねるだけでコッキングピースが取り外せる。この構造上、安全装置を操作してからボルトを引いた時、遊底覆がなければコッキングピースが回転してしまい、ボルトを推し戻せなくなることがあった。